# Casas de Lázaro
Casas de Lázaro es un municipio español situado al sureste de la península ibérica, en la provincia de Albacete, dentro de la comunidad autónoma de Castilla-La Mancha, ubicado en la parte oriental de la comarca de la sierra de Alcaraz. Limita con los municipios de San Pedro, Peñas de San Pedro, Alcadozo, Peñascosa, Masegoso, Alcaraz y Balazote.

## Geografía
El municipio se sitúa a partir de los valles creados por los ríos Montemayor y Masegoso, que vierten sus aguas al río Jardín. El núcleo urbano se extiende desde el cerro de San Marcos que es la parte más elevada del pueblo hasta un margen del nombrado río Montemayor; a la otra parte del río existe un grupo de casas conocidas como la peña o el otro lado accesibles por el puente del caño.

### Pedanías
- El Batán. Situada a 500 m del casco urbano de Casas de Lázaro.
- El Batán de los Mazos (o Batán de Arriba).
- El Cucharal.
- La Rinconada
- Berro. Situado a más de 1200 m sobre el nivel del mar, a 12 km de Casas de Lázaro, a 3 km del Sahúco y a 56 km de Albacete.
- Navalengua.
- El Puerto.

## Historia
Los orígenes de la población de Casas de Lázaro se remontan a la época árabe, según la cual existía una alquería de nombre Qas-Al Qasar, conquistada por el rey de Castilla Alfonso VIII en 1213 tras la batalla de Las Navas de Tolosa.
Casas de Lázaro, hasta el siglo XIX fue una aldea de la ciudad de Alcaraz. Al independizarse de esta, obtuvo las aldeas de El Cucharal, El Berro, Montemayor y Navalengua, situada esta última en las inmediaciones del cerro Isabela, con sus 1355 m sobre el nivel del mar. Pero fue Alcaraz la que ha resumido todos los grandes acontecimientos del pasado de la villa de Casas de Lázaro. 
El mayor propietario de dicha población era el marqués de Valdeguerrero, que en el censo de Floridablanca contaba con 38 009 ha repartidas en seis parcelas. Contaba también con propiedades en Casa Pablo, Tobablanco y las dos Alamedas, así como el molino en Montemayor.

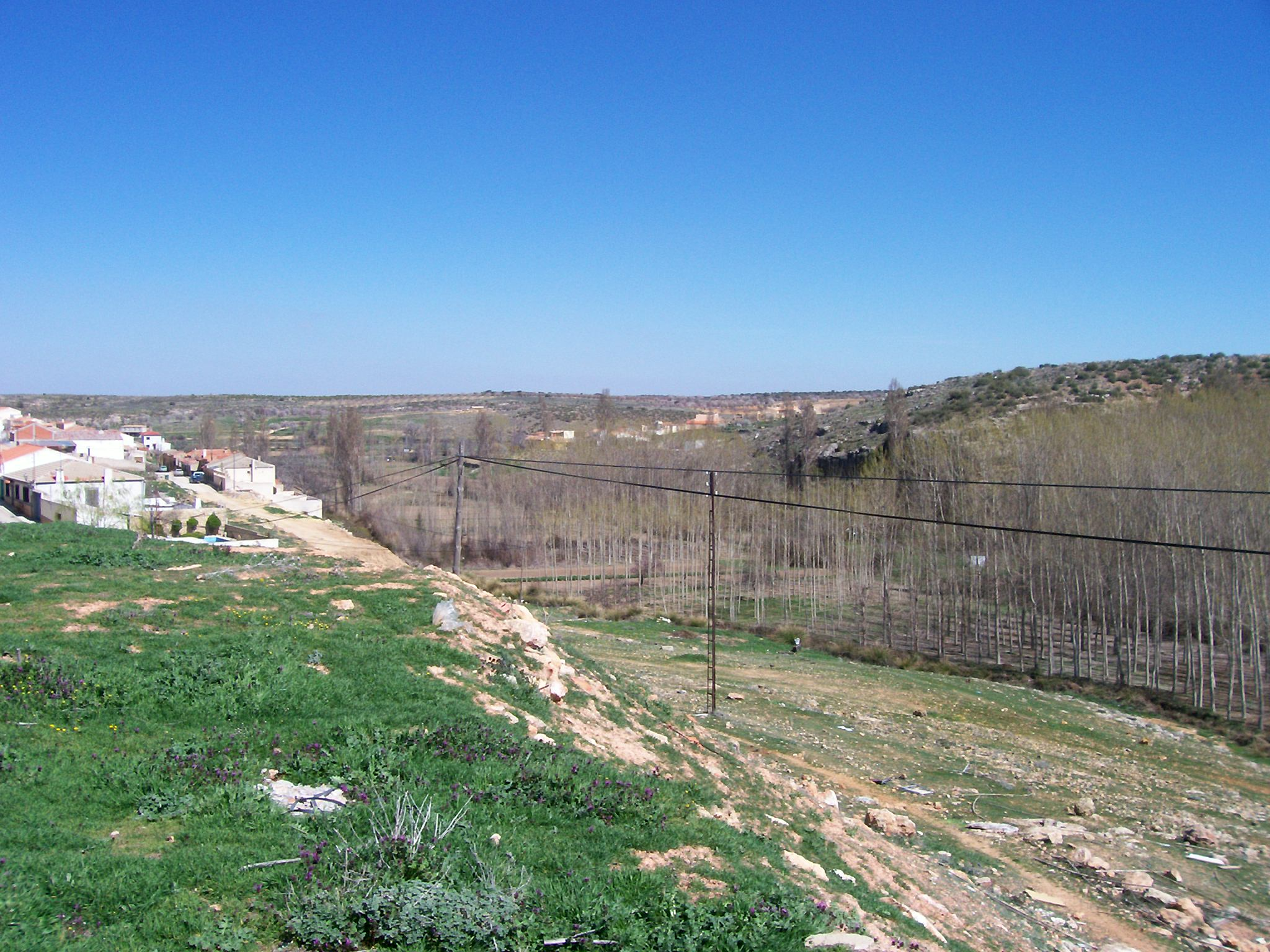
Valle del río a su paso por Casas de Lázaro.

A la hora de elaborar unas armas distintivas de Casas de Lázaro se han de tener en cuenta dos elementos: la dependencia secular de esta población a la ciudad de Alcaraz como aldea, que viene representado en su escudo por dos llaves de plata puestas en sotuer y unidas por una cadena de eslabones de sable; y por otra parte, la importante industria artesanal de los telares y los tejidos tradicionales, que está representada por una lanzadera de azuz de forma horizontal.
Uno de los elementos más característicos de la población de Casas de Lázaro han sido históricamente sus telares. Hasta mediados del siglo XX era una actividad económica de gran pujanza, vendiéndose en su mayoría en Hellín y Albacete. En la actualidad, tal actividad artesanal se conserva por la familia Rosa, que continúan la tradición que empezó en el siglo XIX José Antonio Rosa. 
Una tradición que se remonta al siglo XIV, dado que en el escudo oficial de Casas de Lázaro, que data de ese período, ya aparece una lanzadera, uno de los utensilios que se utilizan en el telar.

### SigloXIX
A mediados del siglo XIX, el lugar tenía contabilizada una población de 1033 habitantes. La localidad aparece descrita en el noveno volumen del Diccionario geográfico-estadístico-histórico de España y sus posesiones de Ultramar de Pascual Madoz de la siguiente manera: 

CASA LÁZARO vulgo CASAS DE LÁZARO

Villa con ayuntamiento en la provincia y audiencia territorial de Albacete (7 leguas), partido judicial de Alcaraz (5), capitanía general de Valencia (34), diócesis de Toledo (34).
Situada en posición entrellana, con libre ventilación y clima sano; las enfermedades más comunes son pleuresías; tiene 193 casas; escuela de instrucción primaria, concurrida por 30 alumnos, a cargo de un maestro dotado con 1.500 reales, y una iglesia parroquial (San José) servida por un vicario amovible, de nombramiento del diocesano, y un sacristán de presentación del cabildo de curas y beneficiado de Alcaraz.
Confina el término con los de Alcaraz, Pozuelo y Masegoso. Dentro de él se encuentran varios manantiales de buenas aguas, y las aldeas y caseríos de Fuentecarrascosa, Tobar Blanco, el Berro con 18 casas, Navalengua con 28, Puentecillas con 14, Jardín con 20, Alamedas con 7, Puerto con 5, Mitras con 3, Montemayor y Molino con 5, Cucharal con 18 y Batán con 30.
El terreno es quebrado y poco productivo, pasa por él el río de Montemayor, cuyo paso facilitan 3 puentes; antes había bastantes montes arbolados, pero en la actualidad solo hay una dehesa en Montemayor y un bosque en Navalengua, poblados ambos de encina.
Caminos: los locales y los que dirigen a Albacete, Peñas de San Pedro y Alcaraz.
Correo: se recibe y despacha los sábados en la administración de Albacete por un valijero.
Producciones: trigo, cebada, centeno, criadillas, judías y maíz; cría ganado lanar y cabrío, caza de perdices y fiebres.
Industria: la agrícola, 3 molinos harineros y 3 batanes.
Comercio: exportación del sobrante de frutos, e importación de vino, aguardiente, jabón y otros artículos de primera necesidad.
Población: 236 vecinos, 1.033 almas.

Capital productivo: 3.063.960 reales. Imponible: 145.798. Contribución: 14.409. Presupuesto municipal: de 7 a 8.000 reales, se cubre con los productos de propios.
(Madoz, 1847, p. 23)

## Demografía
Cuenta con una población de 311 habitantes (INE 2024).
| Gráfica de evolución demográfica de Casas de Lázaro entre 1842 y 2021                                                 |
| |
| Población de derecho según los censos de población del INE. Población de hecho según los censos de población del INE. |

## Patrimonio

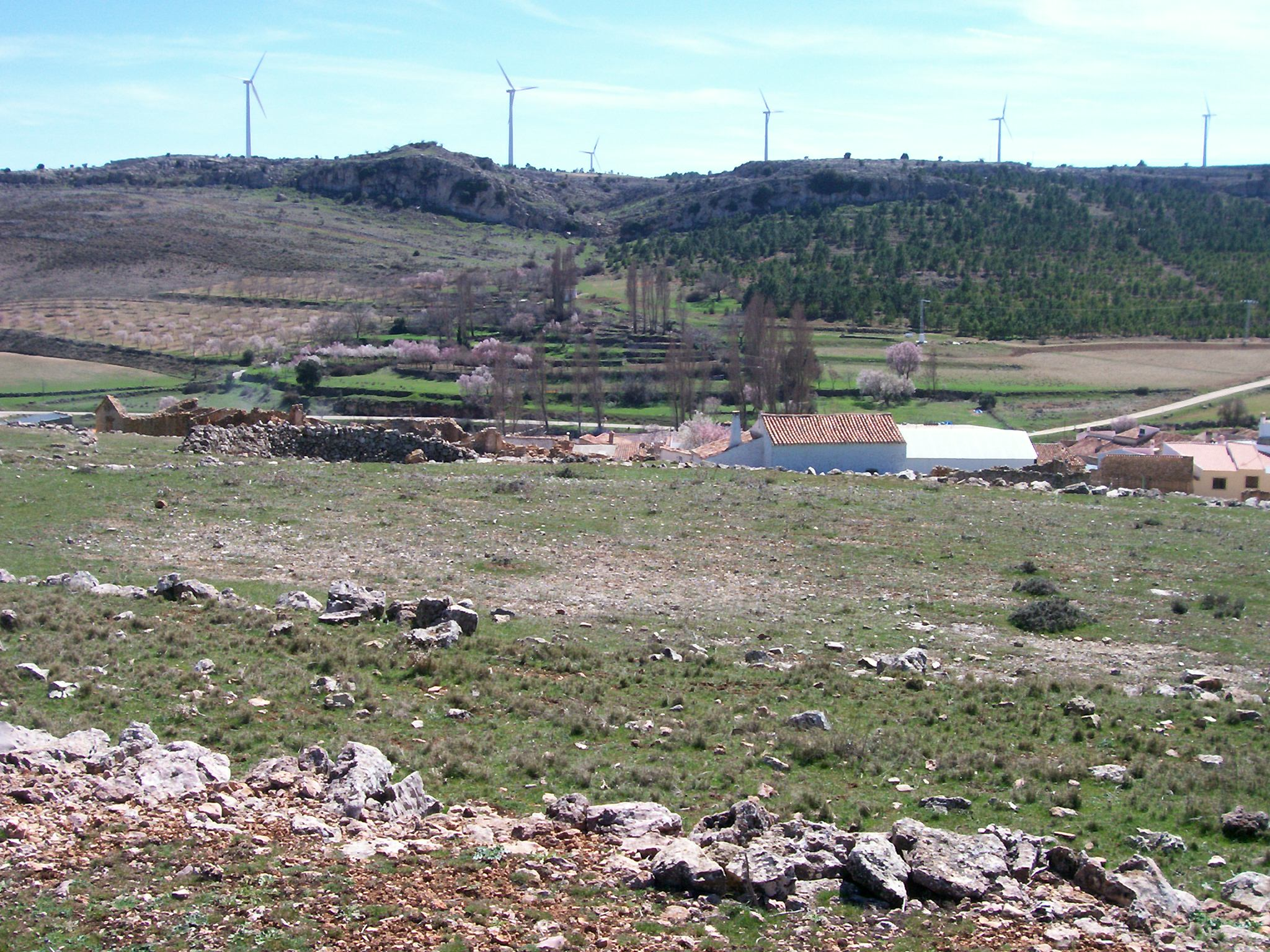
Pedanía de El Berro. En primer plano se aprecian las famosas terrazas de piedra y, al fondo, el parque eólico de la Isabela.

El municipio nos muestra diferentes obras de arte. Entre ellas podemos destacar las que se encuentran en la iglesia, como son la imagen de la Virgen de los Dolores, del famoso escultor murciano Francisco Salzillo, la escultura de San José y un óleo sobre lienzo pegado, en el techo del altar, que representa los cuatro evangelistas sobre el paisaje del pueblo.
En las afueras de la localidad se pueden ver obras de arquitectura popular que han sobrevivido al paso del tiempo, entre ellas un puente, llamado El Caño y un cuco, es decir, una especie de refugio para labradores que se construía con las piedras que al arar se quedaban al descubierto, colocadas sin mortero (llamado mampostería irregular). Estos cucos tienen una pequeña puerta orientada hacia el sur y solían utilizarse para guardar los aperos de labranza. Está situado en la carretera que va a El Cucharal. En la pedanía de El Berro también encontramos un lavadero y la fuente de El Berro.
Existen una serie de yacimientos arqueológicos, entre ellos están Peña Galindo y Torre Vieja, pertenecientes a la Edad del Bronce, datan del año 2500 al 900 a. C. y se utilizaban como edificio público y de habitación. Otro yacimiento se encuentra en Peña Guisaero, donde se pueden ver grabados rupestres sobre la roca, que no forman ningún tipo de representación figurada ni esquemática. Peña Mora es otro yacimiento que servía de abrigo.
La fuente El Buitre: agua con propiedades termales según nos indica el libro de 1891 Crónica de la provincia de Albacete y donde todavía se pueden ver las balsas donde en otro tiempo hubo unos baños. La leyenda cuenta que dicha fuente estaba bendecida por la Virgen, pues un buitre que cayó junto a la misma, revivió al contacto con sus aguas.
En la finca de Montemayor se puede localizar un viejo molino de agua que se nutría de las aguas del río Montemayor a su paso por Casas de Lázaro. Dicho molino se cree que es de origen árabe.
Asimismo, podemos encontrar otros molinos en uso hasta la década de 1970, dos en El Cucharal y uno en el casco urbano de Casas de Lázaro; aunque hoy en día está totalmente abandonado y prácticamente destruido, este molino compartía actividad con la generación de energía eléctrica al igual que se hacía para abastecer al Pozuelo, hasta 1950 en El Batan de los Mazos; en la actualidad aún existe un salto operativo en El Batán. 
Otras utilidades en las que se usó la fuerza del agua fue en sus numerosos batanes, frente al puente del Caño se puede observar el salto del último que estuvo en uso, siguiendo esa corriente de agua y a pocos metros se utilizó su fuerza para hacer funcionar una serrería, así como en el paraje La Máquina, que debe su nombre a una industria de tejidos de Mantas y Capotes que en ese lugar se elaboraban. Esta industria cayó en la ruina a consecuencia de una gran inundación.

## Fiestas
Entre las fiestas que se realizan en la localidad destacan la festividad de San José, patrón del municipio, que se celebra ese mismo día, 19 de marzo. 
El tercer sábado del mes de mayo se celebra la romería de la Inmaculada en la aldea de El Cucharal, situada a 3,5 km del municipio. Los vecinos acompañan a la Virgen y una vez allí se celebra una misa.
Por último, otra fiesta que hay que nombrar es Santa Lucía, el día 13 de diciembre. En este día, se realizan las luminarias. En torno a éstas se reúne todo el pueblo comiendo patatas asadas y tomando vino.